# Silnice I/14

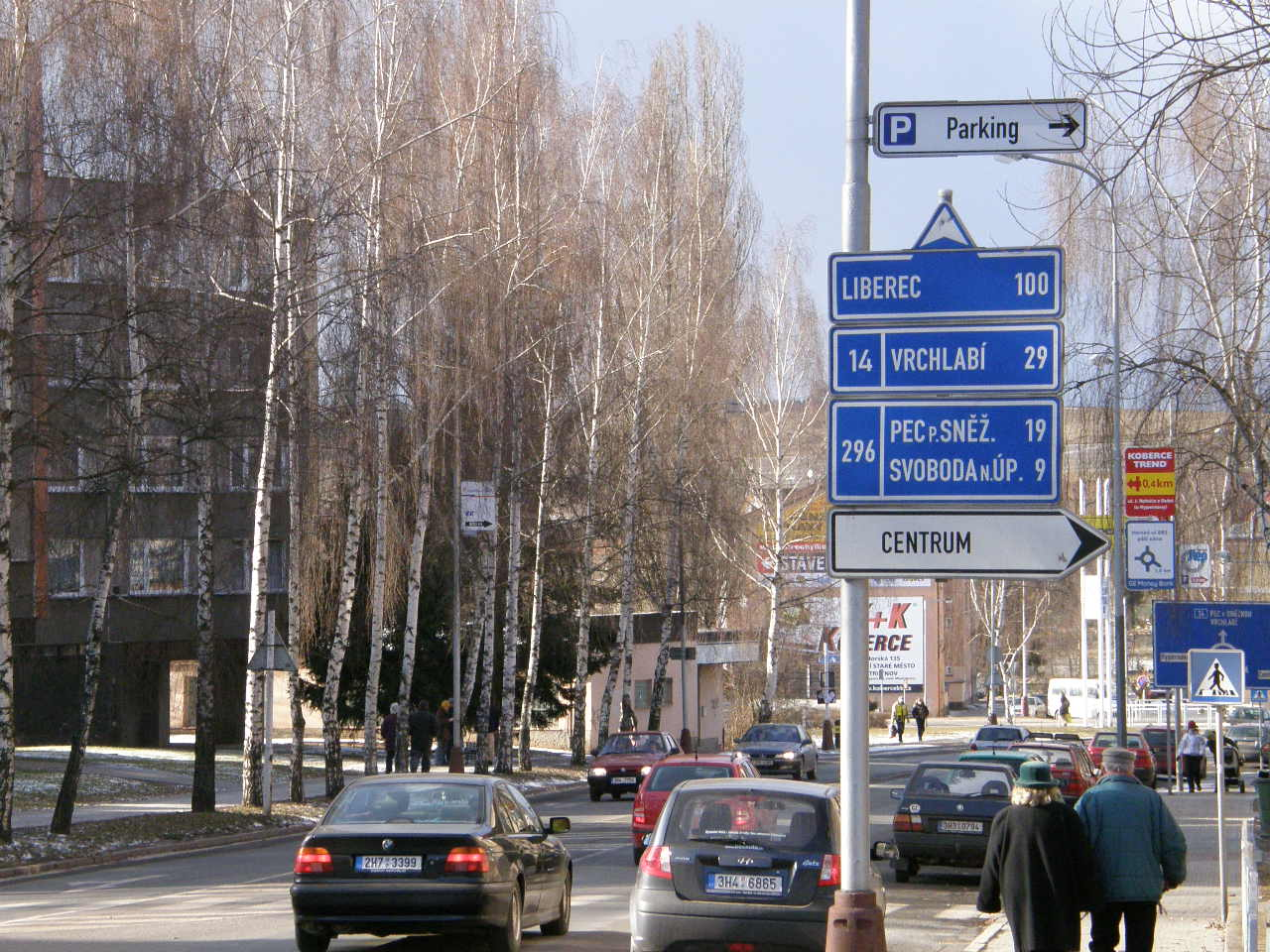
Silnice I/14 v Trutnově

Silnice I/14 je česká silnice I. třídy vedoucí severovýchodem Čech podél hranice s Polskem. Začíná v Liberci, vede podhůřím Jizerských hor a Krkonoš, přes Kladské pomezí, podhůřím Orlických hor a končí nedaleko České Třebové. Propojuje města Jablonec nad Nisou, Vrchlabí, Trutnov, Náchod, Rychnov nad Kněžnou, Ústí nad Orlicí a Česká Třebová. Délka silnice je 193,579 km.

## Vedení silnice
Liberecký kraj
- Liberec, křižovatka s I/13 a I/35
  - Vratislavice nad Nisou
  - Proseč nad Nisou
- Jablonec nad Nisou, křižovatka s I/65
- Lučany nad Nisou
- Smržovka
- Tanvald, začátek peáže s I/10
- Desná
- Kořenov
- Na Mýtě (u Harrachova), konec peáže s I/10
- Rokytnice nad Jizerou
- Jablonec nad Jizerou
- Poniklá
- Víchová nad Jizerou
- Jilemnice
- Valteřice (Horní Branná)

Královéhradecký kraj
- Vrchlabí
- Lánov
- Rudník
- Mladé Buky
- Trutnov, křížení s I/37, křížení a krátká peáž s I/16 a II/300
- Suchovršice
- Úpice
- Batňovice
- Rtyně v Podkrkonoší
- Červený Kostelec
- Horní Radechová
- Dolní Radechová
- Náchod, začátek peáže s I/33
  - Staré Město nad Metují, konec peáže s I/33
- Nové Město nad Metují
- Dobruška
- Podbřezí
- Bílý Újezd
- Solnice
- Rychnov nad Kněžnou
- Vamberk, křížení s I/11
- Záměl
- Potštejn

Pardubický kraj
- Sopotnice
- Libchavy
- Ústí nad Orlicí
- Dlouhá Třebová
- Česká Třebová
- Třebovice
- křižovatka s I/43 mezi Opatovem a Damníkovem

## Modernizace silnice
| Číslo | Název                                    | Délka      | Kategorie      | Zahájení výstavby | Uvedení do provozu | Křižovatky    |
| ----- | ---------------------------------------- | ---------- | -------------- | ----------------- | ------------------ | ------------- |
|       | Liberec – Kunratická, 2. a 3. etapa      | 0,9 km     | 22,5/80        | 10/2005           | 07/2008            |               |
| L60   | Kunratice – Jablonec nad Nisou           | 2,5 km     | 11,5/70        | 03/2016           | 06/2018            |               |
| L87   | Jablonec nad Nisou, západní tangenta     | 2,8 km     | 9,5/90 13,5/90 | plánováno 2028    | plánováno 2030     |               |
| L71   | Jablonec nad Nisou – Smržovka            | 8,2 km     | 11,5/70        | bude oznámeno     | bude oznámeno      |               |
| L64   | Jablonec nad Nisou – Tanvald             | 9 km       |                | 06/2008           | 11/2010            |               |
| L75   | Nová Ves                                 | 0,2 km     | 9,5/60         | 05/2017           | 06/2018            |               |
| H71   | Vrchlabí, obchvat                        | 5,4 km     | 9,5/80         | bude oznámeno     | bude oznámeno      |               |
|       | Trutnov, západní obchvat                 | 2,9 km     | 11,5/80        | bude oznámeno     | bude oznámeno      |               |
| H70   | Solnice, obchvat                         | 1,7 km     | 11,5/80        | plánováno 2025    | plánováno 2026     |               |
| H74   | MÚK Solnice                              | 1,2 km     | 11,5/90        | plánováno 2026    | plánováno 2027     | Solnice       |
| H67   | Rychnov nad Kněžnou, obchvat – I. etapa  | 4,6 km     | 11,5/90        | plánováno 2026    | plánováno 2028     | Lipovka       |
| H75   | Rychnov nad Kněžnou, obchvat – II. etapa | 3,5 km     | 11,5/90        | plánováno 2031    | plánováno 2033     | Rychnov n. K. |
| H50   | Vamberk, jižní přeložka                  | 1,7 km     | 11,5/80        | 03/2009           | 12/2010            |               |
| E73   | Česká Třebová – Opatov                   | 14–14,6 km | 9,5/80         | bude oznámeno     | bude oznámeno      |               |